# هایانی (ناحیه برنو-تسوونتری)
هایانی (به چکی: Hajany) یک منطقهٔ مسکونی در جمهوری چک است که در ناحیه برنو-تسوونتری واقع شده‌است. هایانی ۲٫۳۵ کیلومتر مربع مساحت و ۳۶۲ نفر جمعیت دارد و ۲۵۲ متر بالاتر از سطح دریا واقع شده‌است.